# Frieda Magnus-Unzer

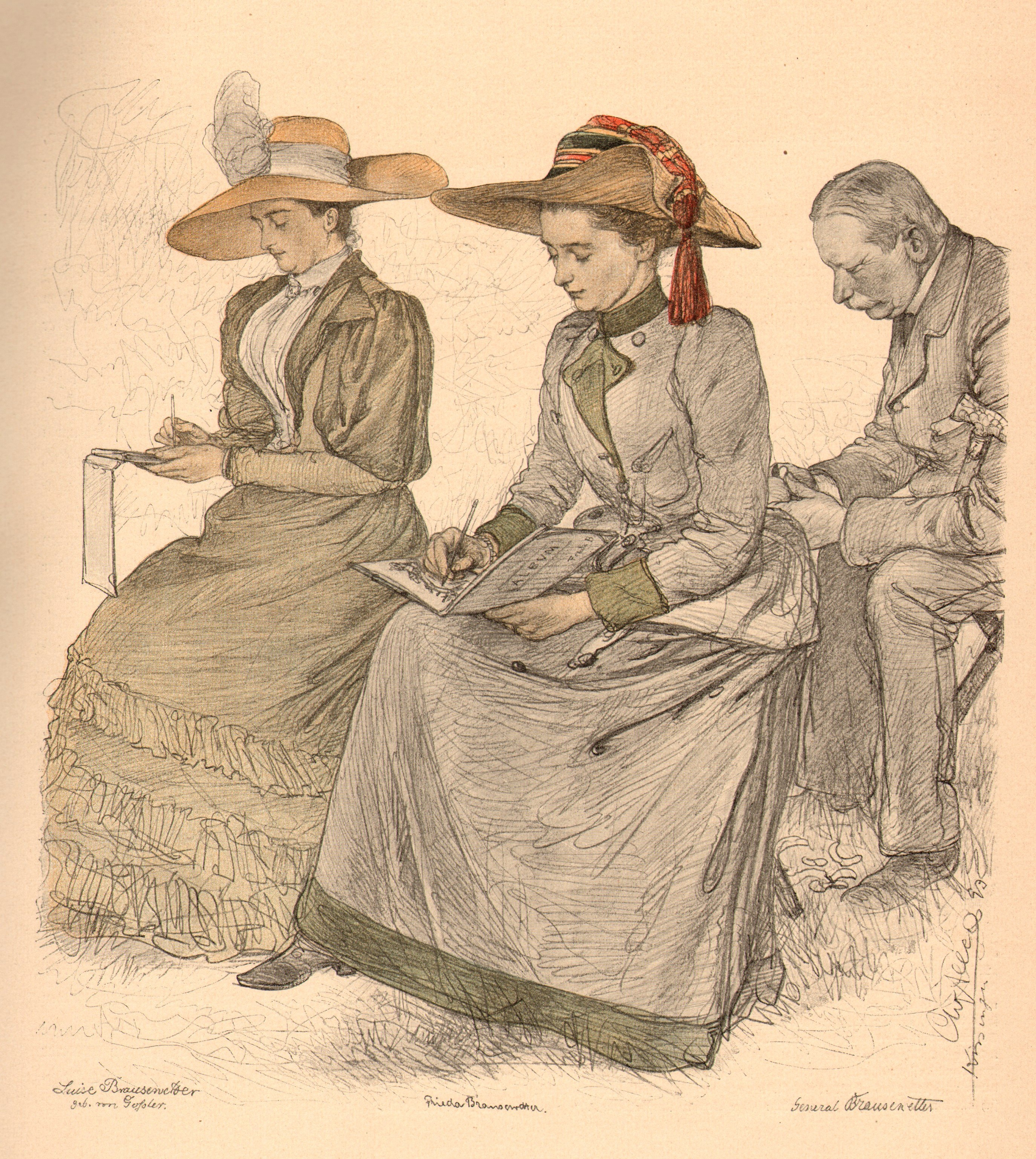
Frieda Brausewetter (Bildmitte), 1893, mit ihren Eltern. Zeichnung aus dem Buch Unser Bismarck.

Frieda Magnus-Unzer geb. Brausewetter (* 1875 in Königsberg (Preußen); † 1966 in Sant Antoni de Portmany, Ibiza) war eine deutsche Schriftstellerin.
Frieda Magnus-Unzer wurde 1875 als Tochter des preußischen Generals Alfred Brausewetter und seiner Frau Luise (geb. v. Goßler, Tochter des Oberlandesgerichtspräsidenten Karl Gustav von Goßler) geboren. Als Witwe des Insterburger Landrats Adolf Magnus lebte sie ab 1909 mit ihren vier Kindern in Königsberg. Ehrenamtlich arbeitete sie in Jugendschutzorganisationen und im Vaterländischen Frauenverein. Ab 1921 leitete sie die Kinder- und Jugendabteilung bei Gräfe und Unzer, von 1930 bis 1936 beim Ostmarkenrundfunk.

## Werke
- Beiträge zur Geschichte des ostpreußischen Buchhandels. Königsberg 1929
- Denkschrift zur fünfzigsten Hauptversammlung des Kreisvereins ost- und westpreussischer Buchhändler am 14. Juni 1931.  Königsberg 1931
- Das malerische Ostpreussen, 4. Auflage. Königsberg 1937